# Церква святих верховних апостолів Петра і Павла (Шевченкове)
Церква святих верховних апостолів Петра і Павла в Шевченковому — парафія і храм греко-католицької громади Підволочиського деканату Тернопільсько-Зборівської архієпархії Української греко-католицької церкви в селі Шевченкове Тернопільського району Тернопільської области.

## Історія церкви
Парафію УГКЦ в селі Шевченкове було утворено у 2001 році, а 8 травня того ж року зареєстровано її статут. 19 липня 2001 року голова Тернопільської ОДА видав розпорядження про передачу громаді колишнього костелу і його майна. До цього часу віряни відвідували богослужіння в сусідньому селі Клебанівка.
Приміщення костелу, збудоване у 1924 році, зараз перебуває у напівзруйнованому стані і не має даху. За радянських часів його використовували як склад для зберігання зерна. Наразі громада проводить відправи у пристосованому святилищі.

## Парохи
- о. Богдан Боднар (2001—2004),
- о. Іван Яворський (з грудня 2005).